# Фронт національної конвергенції
Фронт національної конвергенції (ісп. Frente de Convergencia Nacional; FC) — гватемальська права політична партія. Створена за активної участі відставних військових і ультраправих політиків — ветеранів громадянської війни. Вважається політичним представництвом ветеранської асоціації Avemilgua. Стоїть на позиціях націоналізму, консерватизму і антикомунізму. 6 вересня 2015 року кандидат FCN Джиммі Моралес зайняв перше місце ц першому турі президентських виборів.